# Carl Friedrich Franz Benda
Pour les articles homonymes, voir Benda.
Carl Friedrich Franz Benda, également Friedrich Franz Benda, Carl Benda, Franz Benda,  (né le 24 juin 1754 à Potsdam; † 1er décembre 1816 à Berlin) est un chambriste et compositeur allemand. Il appartient à la famille Benda qui constitue une lignée de musiciens.

## Biographie
Carl Friedrich Franz Benda, fils cadet du musicien de cour et chef d'orchestre Joseph Benda, était un violoniste. À partir de 1779, il est devenu membre de la chapelle royale de Frédéric le Grand.

## Compositions
L'attribution de ses compositions est incertaine, sauf une symphonie qui est indiquée composée par F. C. Benda à Leipzig.